# Pär Lagerkvist
Pär Lagerkvist ( n. 23 mai, 1891, Växjö, Småland - d.11 iulie, 1974, Stockholm) a fost un scriitor suedez, laureat al Premiului Nobel pentru Literatură în 1951. 
Dacă în tinerețe a fost adept al curentelor de avangardă, îndeosebi al cubismului, ulterior evoluează spre o artă realistă.
Scrierile sale sunt simbolice și alegorice, fiind critice la adresa dictaturii sau inspirate din ororile celui de-al Doilea Război Mondial, sau de tematică filozofico-religioasă și străbătute de fiorul anxietății cosmice.

## Motivația Juriului Nobel
"pentru vigoarea artistică și adânca originalitate cu care a căutat în creația sa răspunsul la veșnicele întrebări ale omenirii".

## Date biografice
Pär Lagerkvist s-a născut în 1891 la Växjö, în Småland, provincie în Suedia meridională. Tatăl său era feroviar și împreună cu soția sa l-au crescut într-o atmosferă familială blândă și profund religioasă. În mai multe din lucrările sale apare tatăl, care îl plimbă pe câmp și prin păduri și mama care citește Biblia la lumina lămpii de gaz. Ca elev de liceu, Lagerkvist devine darwinist, iar ca student publică articole la o revistă de stânga și scrie două cărți în proză, care însă nu sunt deloc reprezentative, nu arată încă pe viitorul scriitor. În anii următori, Lagerkvist caută, cu o hotărâre fermă și cu un țel precis, să-și găsească o cale proprie în estetică. Aspirațiile și căutările sale îl îndepărtează de naturalism și de simbolism și constituie prima căutare sistematică a unui punct de vedere modernist în literatura suedeză. După o călătorie la Paris (1913), unde studiază expresionismul și cubismul prin prisma picturii franceze, Lagerkvist vrea să treacă la o totală reînnoire. Cubismul i-a sugerat o artă pură, în tensiune totală și o compoziție calculat intelectualistă. Artistul trebuie să tindă către o simplitate monumentală și să frământe în mâini marile probleme vitale ale omenirii. Lagerkvist, prin scriieri programatice și prin experimente literare, încearcă să regenereze lirica, proza și dramaturgia.
În opera lui Lagerkvist, revin mereu niște motive: ångest (neliniștea, angoasa), längtan (dorul de, dorința, aspirația), främlingen (străinul), frälsaren (eliberatorul, răscumpărătorul), mörkret (bezna, întunericul)... 
În Angest, volum de versuri care a însemnat o cotitură în literatura suedeză și a spart mulți idoli, este vorba atât despre drama lui personală, cât și despre drama omenirii în Primul Război Mondial. În mai multe lucrări bezna apare ca ceva milostiv, care te apără de lumina caustică, a zilei. Străin este el însuși, străin este dumnezeul părinților săi; în Den knuina näven (Pumnii strânși), apare paradoxul:
"Eu sunt un credincios fără credință, un ateu religios." Iar  când vorbește despre Längtan, o compară odată cu un crin care trebuie păzit și protejat:
"nimic nu este ca tine, ca tine,
crin sădit adânc în inima mea.
nimic nu strălucește ca tine
crin sădit adânc în inima mea.
În fiecare dimineață trebuie să ud rădăcina ta luminoasă.
dimineața în zori
cu sânge,
ca nu cumva să te ofilești."
Într-o nuvelă din ciclul Onda Sagor (Povestiri amare) un frälsaren în imagine negativă, de exemplu chipul eroului din „Moartea unui erou”, satiră a mitului eliberatorului și a stupidității și egoismului omenesc.
Critica literară suedeză i-a recunoscut succesul mai târziu, când a publicat romanul Piticul, 1944. Recunoașterea internațională a venit cu romanul Barabbas, 1950. Barabbas, tâlharul care a scăpat de răstignire, rămâne cumva între două lumi, nemaiputând pătrunde în fosta lui viață de tâlhar și cu atât mai puțin nu poate accepta creștinismul. Peregrinează ca un Ahasverus (altă capodoperă a lui Lagerkvist), până când, după sclavie și închisori, este la rândul său răstignit și-și dă sufletul adresându-se beznei caritabile : 
- Ție îți încredințez sufletul meu.
Alt roman remarcabil este Dvärgen (Piticul). Acțiunea se petrece undeva, într-un oraș-cetate din Italia renascentistă, la curtea unui Principe, și prezintă toate intrigile de curte și diplomatice, amorurile și omorurile cuvenite, rivalitatea între orașele-cetății, etc. Apare chiar un Maestro, care seamănă cu Michelangelo, asistăm la ororile ciumei devastatoare (care ne amintește de Manzoni), în sfârșit, vocabularul este uneori amestecat, neologisme laolaltă cu arhaisme, etc., dar miracolul intervine atunci când personajul principal, un pitic de curte al Principelui, începe să răstoarne totul, să răstălmăcească totul în felul său deformat și deformant, ca într-o oglindă de bâlci; tot ce este pur și frumos devine pentru pitic ceva abject și viceversa.

## Traduceri
- Baraba, traducere Liliana Donose Samuelsson, București, Humanitas, 1996;
- Piticul, traducere Liliana Donose Samuelsson, București, Humanitas, 2003.